# Пустомитівська районна рада
Пустомитівська райо́нна ра́да — орган місцевого самоврядування Пустомитівського району Львівської області, з адміністративним центром у місті Пустомити.

## Керівний склад ради

### VII скликання
- Загальний склад ради: 41депутати
- Голова — Гичка Галина Григорівна, 1962 року народження, освіта вища, член партії «Європейська Солідарність»
- Заступник голови — Мудрий Іван Володимирович, 1976 року народження, освіта вища

## Фракції депутатів у районній раді
| Фракція                                                                              | V скликання (2006—2010 рр.) | VI скликання (2010—2015 рр.) |
| ------------------------------------------------------------------------------------ | --------------------------- | ---------------------------- |
| «Батьківщина» Блоку Юлії Тимошенко                                                   |                             | 22                           |
| Народний союз «Наша Україна»                                                         |                             | 8                            |
| Українська народна партія                                                            |                             | 2                            |
| Свобода                                                                              |                             | 23                           |
| Фронт Змін                                                                           |                             | 8                            |
| Конгрес українських націоналістів                                                    |                             |                              |
| Український народний блок Костенка і Плюща                                           |                             |                              |
| Партія регіонів                                                                      |                             | 2                            |
| Європейська партія України                                                           |                             | 3                            |
| Єдиний центр                                                                         |                             |                              |
| Партія "Демократичний Союз"                                                          |                             | 5                            |
| Партія "Сильна Україна"                                                              |                             | 5                            |
| Пора                                                                                 |                             | 4                            |
| Реформи і порядок                                                                    |                             |                              |
| Політична партія "УДАР (Український Демократичний Альянс за Реформи) Віталія Кличка" |                             | 2                            |
| Народна самооборона                                                                  |                             |                              |
| Народний Рух України                                                                 |                             | 2                            |
| Партія «Відродження»                                                                 |                             |                              |
| Всього                                                                               | '                           | 82                           |